# شهرستان پیاسچنو
شهرستان پیاسچنو (به لهستانی: Powiat Piaseczno) یک شهرستان در لهستان است که در استان ماسوویان واقع شده‌است. شهرستان پیاسچنو ۶۲۱٫۰۴ کیلومتر مربع مساحت و ۱۴۵٬۲۷۶ نفر جمعیت دارد.